# Drogo van Sint-Winoksbergen
Drogo (elfde eeuw) was een Zuid-Nederlands rooms-katholiek monnik en hagiograaf.

## Levensloop
Drogo was benedictijn in de Abdij van Sint-Winoksbergen. Hij specialiseerde zich in het schrijven van heiligenlevens.
De belangrijkste wijdde hij aan Godelieve van Gistel, die toen nog niet als heilige werd erkend, maar door het volksgeloof zeer werd vereerd. De biografie door Drogo heeft er ongetwijfeld toe bijgedragen dat de katholieke kerk de heiligheid van de vermoorde adellijke dame bijtrad.
Het is niet onmogelijk hij de Drogo van Terwaan was, die van 1030 tot 1078 bisschop van Terwaan was, maar de biografische data kloppen niet helemaal. Hierover is niets in de documenten te vinden.

## Werken
- Vita Godeliph, originele tekst uit XIe eeuw (1084), ontdekt in het archief van Sint-Omaars door de bollandist P. Poncelet
  - Vita Godeliph, publicatie, in modern Latijn omgezet, door de Bollandist Maurice Coens in de Analecta Bollondiana, 1926.
  - Omer VAN RIE, Vita Godeliph a Drogone, met Nederlandse vertaling, 1981.
  - Stefaan GYSELEN, ''Vira Godeliph, Latijnse tekst en Nederlandse vertaling, Tielt, Lannoo, 1982.
  - Stefaan GYSELEN, Godelieve van Gistel, alleen de Nederlandse vertaling, Tielt, Lannoo, 1982.
  - Anselm HOSTE o.s.b., Het levensverhaal van Sint Godelieve, 1984.
- Vita Livini
- Vita Oswaldi
- Vita Winoci